# فيدال فرنانديز
فيدال فرنانديز (بالإنجليزية: Vidal Fernandez)‏ (25 مارس 1958 بمدينة مكسيكو في المكسيك - ) هو مدرب كرة قدم ولاعب كرة قدم أمريكي في مركز الوسط. لعب مع نيويورك كوسموس وكاليفورنيا سيرف ‏ ونادي غوادالاخارا (نادي كرة قدم) وNomads Soccer Club ‏.

## وصلات خارجية
- فيدال فرنانديز على موقع قاعدة بيانات كرة القدم.إي يو (الإنجليزية)